# Bošany
Bošany este o comună slovacă, aflată în districtul Partizánske din regiunea Trenčín, pe malul râului Nitra. Localitatea se află la altitudinea de 177 m deasupra n.m., se întinde pe o suprafață de 14,39 km2 și în 2017 număra 4.080 de locuitori. Se învecinează cu comuna Chynorany.

## Istoric
Localitatea Bošany este atestată documentar din 1183.

## Demografie
| An:                | 1994 | 2004   | 2014   | 2024   |
| ------------------ | ---- | ------ | ------ | ------ |
| Număr de persoane: | 4281 | 4298   | 4104   | 3989   |
| Diferență:         |      | +0,39% | −4,51% | −2,80% |

| An:                | 2023 | 2024   |
| ------------------ | ---- | ------ |
| Număr de persoane: | 3985 | 3989   |
| Diferență:         |      | +0,10% |